# Tampèlga (Tikaré)
Pour les articles homonymes, voir Tampèlga.
Tampèlga est une localité située dans le département de Tikaré de la province du Bam dans la région Centre-Nord au Burkina Faso. 

## Géographie
Tampèlga est située à 5 km au nord-est de Tikaré, le chef-lieu du département, à 2,5 km au sud-est de Baribsi et à environ 17 kilomètres à l'ouest de Kongoussi. Le village est traversé par la route nationale 15.

## Éducation et santé
Le centre de soins le plus proche de Tampèlga est le centre de santé et de promotion sociale (CSPS) de Baribsi tandis que le centre médical avec antenne chirurgicale (CMA) de la province se trouve à Kongoussi.